# سید حسن میرافضل
سید حسن میرافضل سیاست‌مدار ایرانی بود، که در  دوره بیست و یکم  و  دوره بیست و سوم  بعنوان نماینده بروجن در مجلس شورای ملی حضور داشت.